# Maze War
Maze War (také známá jako (The) Maze Game, Mazewar, Maze Wars nebo jen Maze) je 3D videohra z roku 1974.
Maze War obsahovala mnoho originálních konceptů, mj. je označována za první síťovou hru (na ARPANETu) a první first-person shooter. Přesné datum vydání však není známo, takže první síťovou hrou a první FPS by mohla být Spasim, vydaná v březnu 1974. Podle Colleyho Maze War vznikla pravděpodobně už roku 1973, ale síťovou se stala až na začátku roku 1974.
Hra ovlivnila first-person hry i v jiných žánrech, především v RPG. Styl Maze War použila nejdříve Moria z roku 1975, dále například hry Ultima, Wizardry, Phantasy Star a Eye of the Beholder.

## Herní systém
Hra je velmi jednoduchá. Hráč prochází bludištěm, rozděleném na čtvercová pole, přičemž se může pohybovat dopředu a dozadu, otáčet se o pravý úhel doleva nebo doprava a nahlížet skrz dveře. Hráči, zobrazení jako oční bulvy, pak po sobě mohou střílet. Za zastřelení protihráče se body získávají, za vlastní smrt ztrácejí. Některé verze (např. port na X Window System) obsahovaly cheat, jenž umožňoval hráči, který daný server spustil, vidět na mapě pozice ostatních hráčů. V některých verzích se občas v chodbách objevovaly kachny.[zdroj?]